# Moulin-Neuf (Dordogne)
Pour les articles homonymes, voir Moulin-Neuf.
Moulin-Neuf est une commune française située dans le département de la Dordogne, en région Nouvelle-Aquitaine.

## Géographie

### Généralités
Dans l'ouest du département de la Dordogne, la commune de Moulin-Neuf est située en bordure nord de la forêt du Landais, en limite du département de la Gironde. Traversée par le 45e parallèle nord, elle est de ce fait située à égale distance du pôle Nord et de l'équateur terrestre (environ 5 000 km).  C'est une commune rurale qui fait partie de l'unité urbaine de Montpon-Ménestérol et de son aire d'attraction, zonage d’étude défini par l'Insee, qui a remplacé en 2020 l'aire urbaine de Montpon-Ménestérol qui incluait la commune. Elle est bordée au nord par l'Isle et au nord-est par son affluent le Galant.
En bordure de l'Isle, le bourg de Moulin-Neuf, traversé par la route départementale (RD) 6089 et par la ligne ferroviaire Bordeaux - Périgueux, se situe, en distances orthodromiques, neuf kilomètres à l'ouest de Montpon-Ménestérol et quinze kilomètres à l'est-sud-est de Coutras.
Le territoire communal est également desservi par la RD 10E1. Le sud de la commune est traversé sur près de deux kilomètres et demi par l'autoroute A89 dont l'échangeur le plus proche du bourg, distant d'une douzaine kilomètres par la route, est celui de Montpon-Ménestérol. À dix kilomètres par la route se trouve la gare ferroviaire la plus proche, celle de Montpon-Ménestérol, sur la ligne ferroviaire Bordeaux - Périgueux.

### Communes limitrophes
Moulin-Neuf est limitrophe de sept autres communes dont deux dans le département de la Gironde. Au nord-ouest, le territoire de Saint-Antoine-sur-l'Isle est limitrophe sur environ 320 mètres.
| Saint-Antoine-sur-l'Isle (Gironde) | Le Pizou                |                        |
| Gours (Gironde)                    | Moulin-Neuf             | Ménesplet              |
| Minzac                             | Villefranche-de-Lonchat | Saint-Martin-de-Gurson |

### Géologie et relief

#### Géologie
Situé sur la plaque nord du Bassin aquitain et bordé à son extrémité nord-est par une frange du Massif central, le département de la Dordogne présente une grande diversité géologique. Les terrains sont disposés en profondeur en strates régulières, témoins d'une sédimentation sur cette ancienne plate-forme marine. Le département peut ainsi être découpé sur le plan géologique en quatre gradins différenciés selon leur âge géologique. Moulin-Neuf est située dans le quatrième gradin à partir du nord-est, un plateau formé de dépôts siliceux-gréseux et de calcaires lacustres de l'ère tertiaire.
Les couches affleurantes sur le territoire communal sont constituées de formations superficielles du Quaternaire et de roches sédimentaires datant du Cénozoïque. La formation la plus ancienne, notée e5-6, est la formation de Guizengeard supérieur (Lutétien supérieur à Bartonien supérieur continental). La formation la plus récente, notée CFp, fait partie des formations superficielles de type colluvions indifférenciées de versant, de vallon et plateaux issues d'alluvions, molasses, altérites. Le descriptif de ces couches est détaillé dans  les feuilles « no 781 - Montpon-Ménestérol » et « no 805 - Sainte-Foy-la-Grande » de la carte géologique au 1/50 000 de la France métropolitaine, et leurs notices associées,.

Carte géologique de Moulin-Neuf.

#### Relief et paysages
Le département de la Dordogne se présente comme un vaste plateau incliné du nord-est (491 m, à la forêt de Vieillecour dans le Nontronnais, à Saint-Pierre-de-Frugie) au sud-ouest (2 m à Lamothe-Montravel). L'altitude du territoire communal varie quant à elle entre 18 mètres à l'extrême nord-ouest, là où l'Isle quitte la commune, entre dans le département de la Gironde et sert de limite entre les communes de Gours et Saint-Antoine-sur-l'Isle et 67 mètres au sud-est, en limite de la commune de Villefranche-de-Lonchat.
Dans le cadre de la Convention européenne du paysage entrée en vigueur en France le 1er juillet 2006, renforcée par la loi du 8 août 2016 pour la reconquête de la biodiversité, de la nature et des paysages, un atlas des paysages de la Dordogne a été élaboré sous maîtrise d’ouvrage de l’État et publié en octobre 2020. Les paysages du département s'organisent en huit unités paysagères,. La commune est dans l'unité paysagère de la « Vallée de l'Isle », qui présente un profil contrasté : une vallée relativement encaissée, aux coteaux affirmés, dominant le fond de vallée de 60 à 80 m en amont de Mussidan, une vallée plus élargie en aval avec un fond de vallée plat, large de 1,5 à 2 km. À la fois agricole et urbanisée, elle est parcourue par de nombreuses voies de communication,.
La superficie cadastrale de la commune publiée par l'Insee, qui sert de référence dans toutes les statistiques, est de 8,62 km2,,. La superficie géographique, issue de la BD Topo, composante du Référentiel à grande échelle produit par l'IGN, est quant à elle de 8,8 km2.

### Hydrographie

#### Réseau hydrographique
La commune est située dans le bassin de la Dordogne au sein du Bassin Adour-Garonne. Elle est drainée par l'Isle, le Galant, le Courbarieu, le ruisseau de la Lande et divers petits cours d'eau, qui constituent un réseau hydrographique de 17 km de longueur totale,.
L'Isle, d'une longueur totale de 255,29 km, prend sa source dans la Haute-Vienne dans la commune de Janailhac et se jette dans la Dordogne — dont elle est le principal affluent — en rive droite face à Arveyres, en limite de Fronsac et de Libourne,. Elle borde la commune au nord sur trois kilomètres et demi, face au Pizou.
Le Galant, d'une longueur totale de 10,51 km, prend sa source dans la commune de Carsac-de-Gurson et se jette dans l'Isle en rive gauche, en limite de Ménesplet et de Moulin-Neuf, face au Pizou,. Il traverse la commune du sud-est au nord est sur cinq kilomètres et demi, lui servant de limite naturelle sur deux kilomètres et demi, face à Ménesplet.
Autre affluent de rive gauche de l'Isle, le Courbarieu baigne la commune du sud-ouest au nord sur près de trois kilomètres et demi dont un kilomètre sert de limite naturelle au sud-ouest face à Minzac.
Le ruisseau de la Lande, affluent de rive gauche du Galant, marque la limite territoriale au sud sur près d'un kilomètre et demi, face à Minzac.

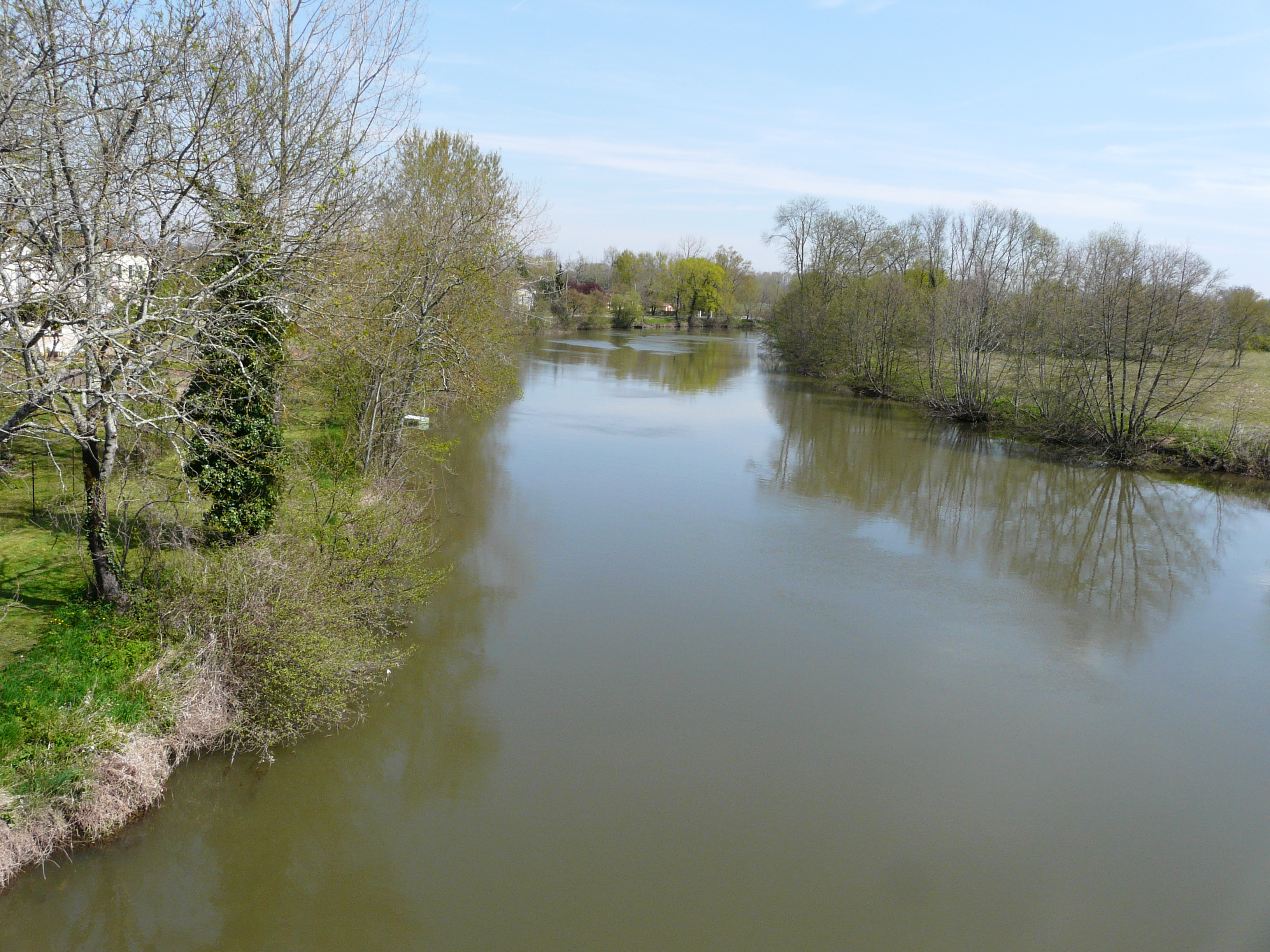
L'Isle en limite du Pizou et de Moulin-Neuf.
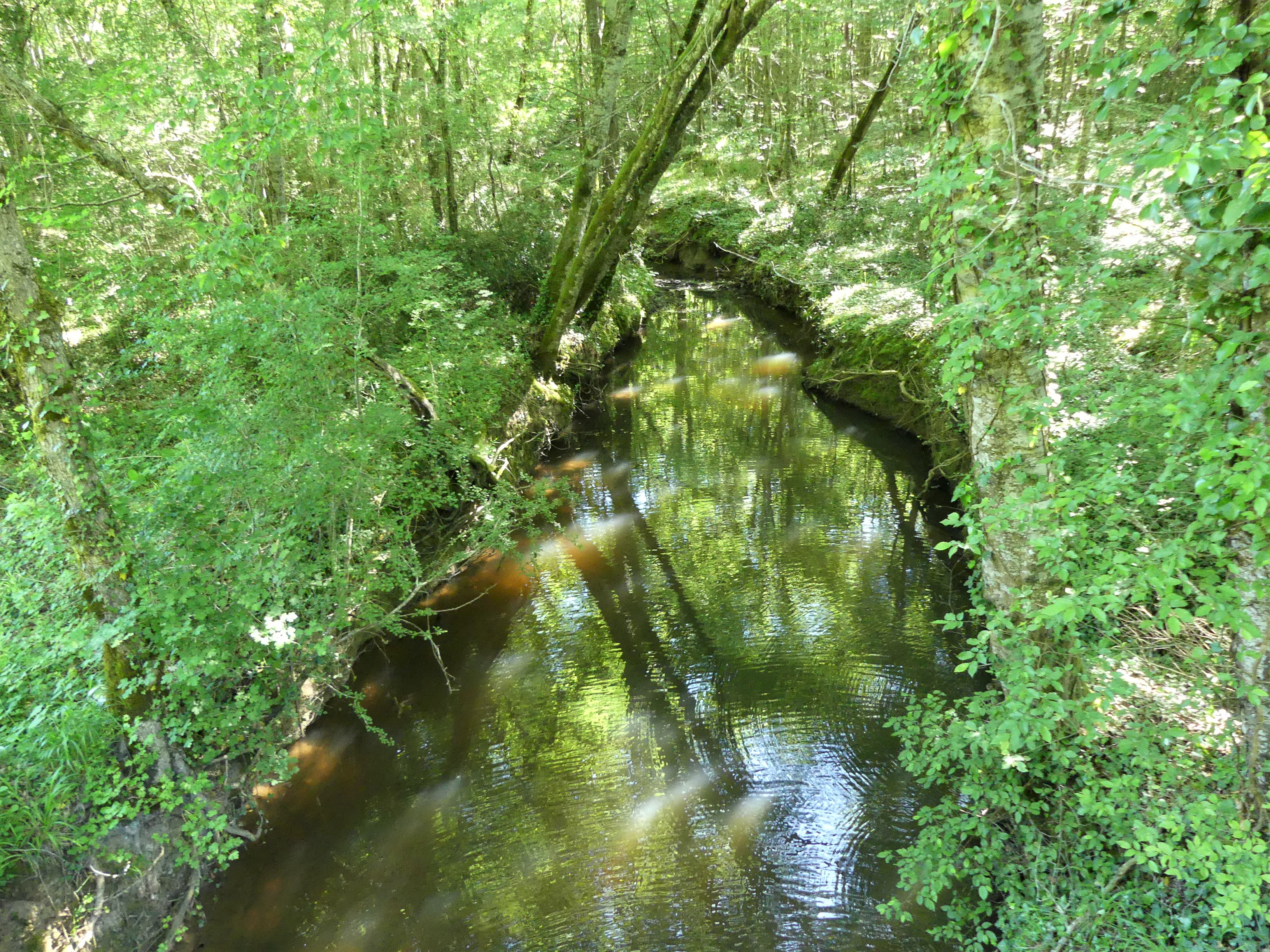
Le Courbarieu en limite de Minzac et Moulin-Neuf.
Réseaux hydrographique et routier de Moulin-Neuf.

#### Gestion et qualité des eaux
Le territoire communal est couvert par le schéma d'aménagement et de gestion des eaux (SAGE) « Isle - Dronne ». Ce document de planification, dont le territoire regroupe les bassins versants de l'Isle et de la Dronne, d'une superficie de 7 500 km2, a été approuvé le 2 août 2021. La structure porteuse de l'élaboration et de la mise en œuvre est l'établissement public territorial de bassin de la Dordogne (EPIDOR). Il définit sur son territoire les objectifs généraux d’utilisation, de mise en valeur et de protection quantitative et qualitative des ressources en eau superficielle et souterraine, en respect des objectifs de qualité définis dans le troisième SDAGE  du Bassin Adour-Garonne qui couvre la période 2022-2027, approuvé le 10 mars 2022.
La qualité des eaux de baignade et des cours d’eau peut être consultée sur un site dédié géré par les agences de l’eau et l’Agence française pour la biodiversité.

### Climat
Pour des articles plus généraux, voir Climat de la Nouvelle-Aquitaine et Climat de la Dordogne.
Historiquement, la commune est exposée à un climat océanique aquitain.  
En 2020, Météo-France publie une typologie des climats de la France métropolitaine dans laquelle la commune est exposée à un climat océanique et est dans la région climatique  Aquitaine, Gascogne, caractérisée par une pluviométrie abondante au printemps, modérée en automne, un faible ensoleillement au printemps, un été chaud (19,5 °C), des vents faibles, des brouillards fréquents en automne et en hiver et des orages fréquents en été (15 à 20 jours).
Pour la période 1971-2000, la température annuelle moyenne est de 12,8 °C, avec  une amplitude thermique annuelle de 15 °C. Le cumul annuel moyen de précipitations est de 824 mm, avec 11,4 jours de précipitations en janvier et 6,8 jours en juillet. Pour la période 1991-2020, la température moyenne annuelle observée sur la station météorologique la plus proche, située sur la commune de Saint-Émilion à 21 km à vol d'oiseau, est de 13,9 °C et le cumul annuel moyen de précipitations est de 798,1 mm,. Pour l'avenir, les paramètres climatiques de la commune estimés pour 2050 selon différents scénarios d’émission de gaz à effet de serre sont consultables sur un site dédié publié par Météo-France en novembre 2022.

## Urbanisme

### Typologie
Au 1er janvier 2024, Moulin-Neuf est catégorisée commune rurale à habitat dispersé, selon la nouvelle grille communale de densité à 7 niveaux définie par l'Insee en 2022.
Elle appartient à l'unité urbaine de Montpon-Ménestérol, une agglomération inter-départementale dont elle est une commune de la banlieue,. Par ailleurs la commune fait partie de l'aire d'attraction de Montpon-Ménestérol, dont elle est une commune de la couronne,. Cette aire, qui regroupe 13 communes, est catégorisée dans les aires de moins de 50 000 habitants,.

### Occupation des sols
L'occupation des sols de la commune, telle qu'elle ressort de la base de données européenne d’occupation biophysique des sols Corine Land Cover (CLC), est marquée par l'importance des territoires agricoles (39,2 % en 2018), en diminution par rapport à 1990 (49,2 %). La répartition détaillée en 2018 est la suivante : 
zones agricoles hétérogènes (39,2 %), forêts (34,2 %), eaux continentales (14,4 %), zones urbanisées (11,3 %), zones industrielles ou commerciales et réseaux de communication (0,9 %). L'évolution de l’occupation des sols de la commune et de ses infrastructures peut être observée sur les différentes représentations cartographiques du territoire : la carte de Cassini (XVIIIe siècle), la carte d'état-major (1820-1866) et les cartes ou photos aériennes de l'IGN pour la période actuelle (1950 à aujourd'hui).

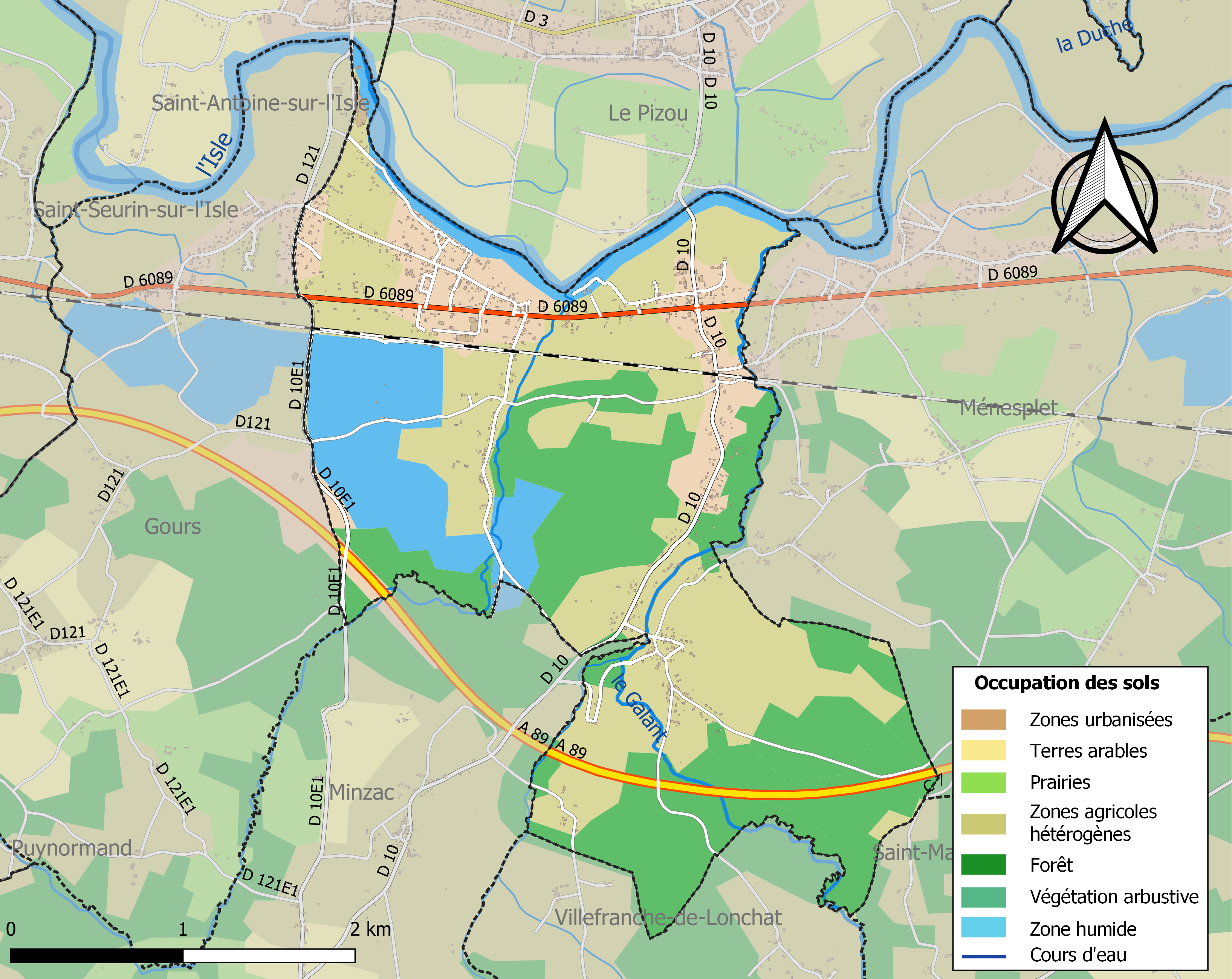
Carte des infrastructures et de l'occupation des sols de la commune en 2018 (CLC).

### Prévention des risques
Le territoire de la commune de Moulin-Neuf est vulnérable à différents aléas naturels : météorologiques (tempête, orage, neige, grand froid, canicule ou sécheresse), inondations, feux de forêts, mouvements de terrains et séisme (sismicité très faible). Il est également exposé à un risque technologique, le transport de matières dangereuses. Un site publié par le BRGM permet d'évaluer simplement et rapidement les risques d'un bien localisé soit par son adresse soit par le numéro de sa parcelle.

#### Risques naturels

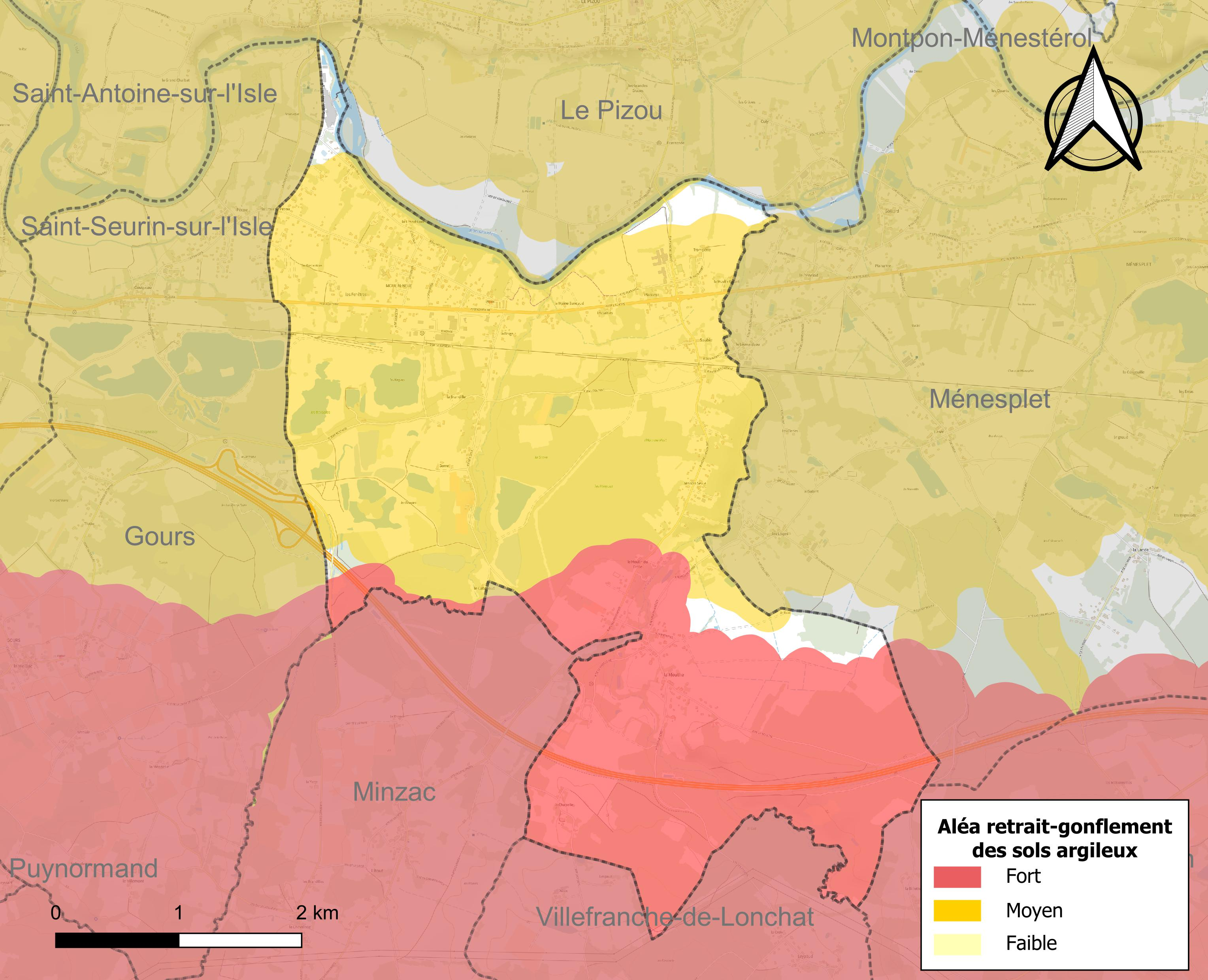
Carte des zones d'aléa retrait-gonflement des sols argileux de Moulin-Neuf.

Certaines parties du territoire communal sont susceptibles d’être affectées par le risque d’inondation par débordement de cours d'eau, notamment l'Isle et le Galant. La commune a été reconnue en état de catastrophe naturelle au titre des dommages causés par les inondations et coulées de boue survenues en 1982, 1983, 1986, 1993 et 1999,. Le risque inondation est pris en compte dans l'aménagement du territoire de la commune par le biais du plan de prévention des risques inondation (PPRI) de la « vallée de l'Isle - Montponnais »  approuvé le 13 juin 2007, pour les crues de l'Isle, impactant ses rives jusqu'à 700 mètres de largeur sur le territoire communal, au niveau de l'écluse de Marcillac, ainsi que les parties aval de ses affluents : le Courbarieu — les 600 derniers mètres — et le Galant — les 900 derniers mètres — en limite de Ménesplet. La crue de 1944 (663 m3/s à la station de Saint-Laurent-des-Hommes sert de crue de référence au PPRI.
Moulin-Neuf est exposée au risque de feu de forêt. L’arrêté préfectoral du 14 mars 2013 fixe les conditions de pratique des incinérations et de brûlage dans un objectif de réduire le risque de départs d’incendie. À ce titre, des périodes sont déterminées : interdiction totale du 15 février au 15 mai et du 15 juin au 15 octobre, utilisation réglementée du 16 mai au 14 juin et du 16 octobre au 14 février. En septembre 2020, un plan inter-départemental de protection des forêts contre les incendies (PidPFCI) a été adopté pour la période 2019-2029,.
Les mouvements de terrains susceptibles de se produire sur la commune sont des tassements différentiels. Le retrait-gonflement des sols argileux est susceptible d'engendrer des dommages importants aux bâtiments en cas d’alternance de périodes de sécheresse et de pluie. 95,4 % de la superficie communale est en aléa moyen ou fort (58,6 % au niveau départemental et 48,5 % au niveau national métropolitain). Depuis le 1er octobre 2020, en application de la loi ÉLAN, différentes contraintes s'imposent aux vendeurs, maîtres d'ouvrages ou constructeurs de biens situés dans une zone classée en aléa moyen ou fort,.
La commune a été reconnue en état de catastrophe naturelle au titre des dommages causés par la sécheresse en 1989, 1991, 2005 et 2011 et par des mouvements de terrain en 1999.

## Toponymie
En occitan, la commune porte le nom de Molin Nuòu.

## Histoire

### Préhistoire
Les Chaumes
Le site des Chaumes a été occupé à la fin du Paléolithique inférieur et au début du Paléolithique moyen.
En 2016 ou 2017 il a été l'objet d'un diagnostic d'archéologie préventive préalable à l'extension d’une carrière de granulats à environ 1,3 km au sud-est du bourg de Moulin-Neuf, près de l'autoroute A89. 136 éléments lithiques (silex, roches métamorphiques et magmatiques) ont été recueillis dans quatre unités stratigraphiques principales entre 75 et 320 cm de profondeur, dans la partie inférieure de la séquence géologique attribuée au Pléistocène moyen. Ce sont le niveau Na1 (23 artéfacts), les niveaux Na2a (10 artéfacts) et NA2b (75 artéfacts), le niveau Na2c (4 artéfacts) et le niveau Na3 (12 artéfacts). Sept nucléus des niveaux Na2a, NA2b et Na 2c montrent un débitage unipolaire alterné qui pourrait être apparenté au débitage clactonien (système par surfaces de débitage alternées). Aucun débitage Levallois n'a été reconnu directement mais une quinzaine d'éclats présentent les critères associés à ce mode de débitage ; ils ont peut-être été importés, notamment pour le plus grand d’entre eux, un éclat préférentiel retouché en racloir convergent. Deux éclats de plein débitage et deux nucléus de modalité centripète sont peut-être le produit d'un débitage apparenté au discoïde, ou bien sont témoins de la variabilité du débitage alterné dominant. Un biface isolé, à un stade de façonnage avancé et fonctionnel, a été recueilli dans le niveau Na1. Toutes les unités stratigraphiques sauf le niveau Na2c ont fourni un macro-outillage de percussion sur quartzite et un macro-outillage varié sur méta-dolérite.
L'outillage des deux niveaux les plus riches, Na1 et Na2b, laisse supposer que le site, au moins pour les époques correspondant à ces deux niveaux, a été fréquenté par les humains pour la production de leurs outillages lithiques mais aussi pour des activités plus diversifiées.
Quatre sites attribués aux Paléolithique inférieur et moyen ont été identifiés sur les flancs méridionaux de la vallée de l'Isle dans un rayon d’une vingtaine de kilomètres. Ils sont tous implantés sur des terrasses perchées. Ainsi le site de Petit Bost, daté du début du Saalien (338 000 ans ± 43 et 312 000 ± 23), a livré une industrie à composante clairement Levallois.

### XXesiècle
La commune de Moulin-Neuf a été créée en 1906 par démembrement de la commune de Minzac.

## Politique et administration

### Rattachements administratifs et électoraux
Créée le 22 juin 1906, la commune de Moulin-Neuf est rattachée au canton de Villefranche-de-Lonchat qui dépend de l'arrondissement de Bergerac.
Dans le cadre de la réforme de 2014 définie par le décret du 21 février 2014, ce canton disparaît aux élections départementales de mars 2015. La commune est alors rattachée électoralement au canton de Montpon-Ménestérol.
En 2017, Moulin-Neuf est rattachée à l'arrondissement de Périgueux, sans changer de canton.

### Intercommunalité
Fin 2001, Moulin-Neuf rejoint la communauté de communes Basse Vallée de l'Isle créée trois ans plus tôt. Celle-ci disparaît au 31 décembre 2013, remplacée au 1er janvier 2014 par la communauté de communes Isle Double Landais.

### Administration municipale
La population de la commune étant comprise entre 500 et 1 499 habitants au recensement de 2017, quinze conseillers municipaux ont été élus en 2020,.

### Liste des maires

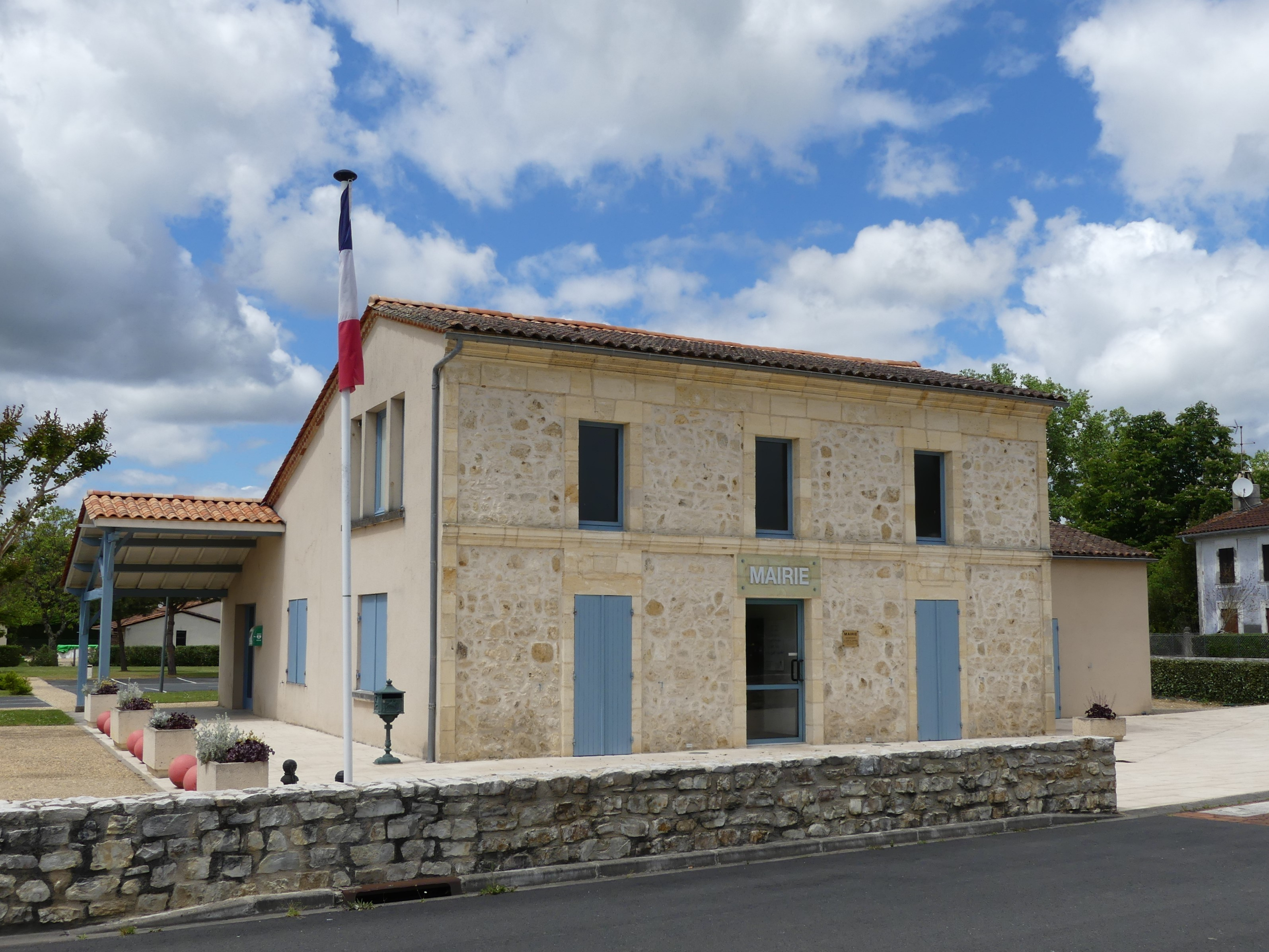
La mairie en 2017.

| Période                                  | Période        | Identité            | Étiquette | Qualité  |
| ---------------------------------------- | -------------- | ------------------- | --------- | -------- |
| Les données manquantes sont à compléter. |                |                     |           |          |
| 1906                                     | 1934           | Eugène Colas        |           |          |
| 1934                                     | 1934           | Délégation spéciale |           |          |
| 1934                                     | septembre 1941 | Fernand Tessier     |           |          |
| septembre 1941                           | 1944           | Délégation spéciale |           |          |
| 1944                                     | 1947           | Gaston Cabirol      |           |          |
| 1947                                     | 1965           | Gabriel Jouhanet    |           |          |
| 1965                                     | 1975           | Henri Peyrat        |           |          |
| 1975                                     | 1977           | Roger Noujarède     |           |          |
| mars 1977                                | mai 2020       | Léopold Lachaize    | SE        | Retraité |
| mai 2020                                 | En cours       | Georges Elizabeth   |           |          |

## Équipements et services publics

### Justice
Dans le domaine judiciaire, Moulin-Neuf relève : 
- du tribunal judiciaire, du tribunal pour enfants, du conseil de prud'hommes et du tribunal de commerce de Bergerac ;
- du pôle Nationalité du tribunal judiciaire de Périgueux (compétent uniquement dans le domaine de la nationalité) ;
- de la cour d'appel, du tribunal administratif et de la  cour administrative d'appel de Bordeaux.

## Population et société

### Démographie
Les habitants de Moulin-Neuf se nomment les Moulinoviens.
L'évolution du nombre d'habitants est connue à travers les recensements de la population effectués dans la commune depuis 1906. Pour les communes de moins de 10 000 habitants, une enquête de recensement portant sur toute la population est réalisée tous les cinq ans, les populations de référence des années intermédiaires étant quant à elles estimées par interpolation ou extrapolation. Pour la commune, le premier recensement exhaustif entrant dans le cadre du nouveau dispositif a été réalisé en 2008.

En 2022, la commune comptait 973 habitants, en évolution de +6,22 % par rapport à 2016 (Dordogne : +0,37 %, France hors Mayotte : +2,11 %).
| 1906 | 1911 | 1921 | 1926 | 1931 | 1936 | 1946 | 1954 | 1962 |
| ---- | ---- | ---- | ---- | ---- | ---- | ---- | ---- | ---- |
| 429  | 434  | 410  | 456  | 416  | 450  | 418  | 486  | 574  |

| 1968 | 1975 | 1982 | 1990 | 1999 | 2006 | 2008 | 2013 | 2018 |
| ---- | ---- | ---- | ---- | ---- | ---- | ---- | ---- | ---- |
| 517  | 507  | 569  | 664  | 703  | 823  | 857  | 901  | 935  |

| 2022 | - | - | - | - | - | - | - | - |
| ---- | - | - | - | - | - | - | - | - |
| 973  | - | - | - | - | - | - | - | - |

### Manifestations culturelles et festivités
- Au mois d'avril, exposition annuelle de peinture et de sculpture (24e édition en 2019[75]).

## Économie

### Emploi
En 2015, parmi la population communale comprise entre 15 et 64 ans, les actifs représentent 385 personnes, soit 42,4 % de la population municipale. Le nombre de chômeurs (soixante-trois) a augmenté par rapport à 2010 (trente-neuf) et le taux de chômage de cette population active s'établit à 16,2 %.

### Établissements
Au 31 décembre 2015, la commune compte soixante-six établissements, dont quarante-trois au niveau des commerces, transports ou services, dix dans la construction, six dans l'industrie, quatre relatifs au secteur administratif, à l'enseignement, à la santé ou à l'action sociale, et trois dans l'agriculture, la sylviculture ou la pêche.

## Culture locale et patrimoine

### Lieux et monuments
- L'église Saint-Joseph.

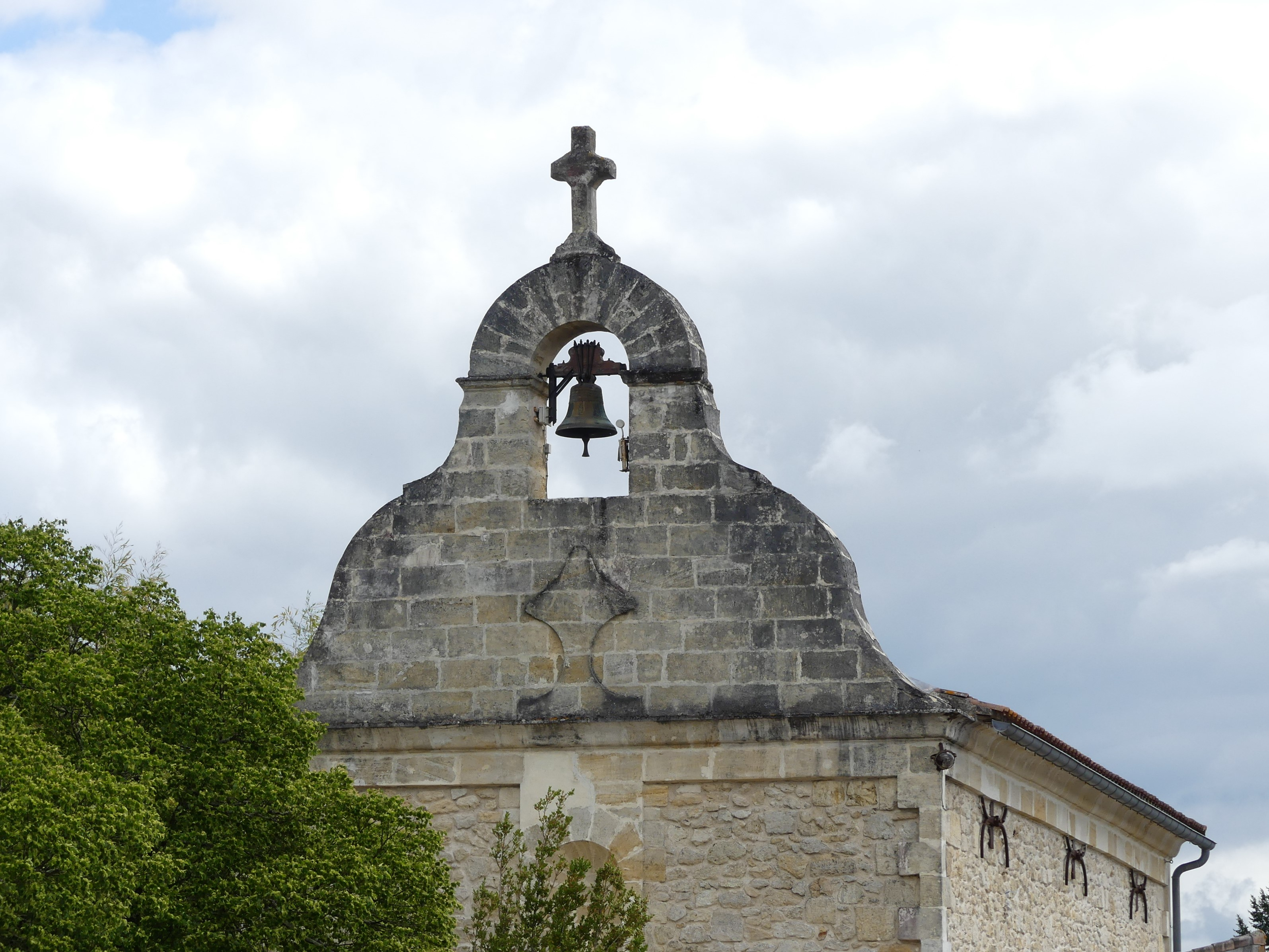
Le clocher-mur de l'église.
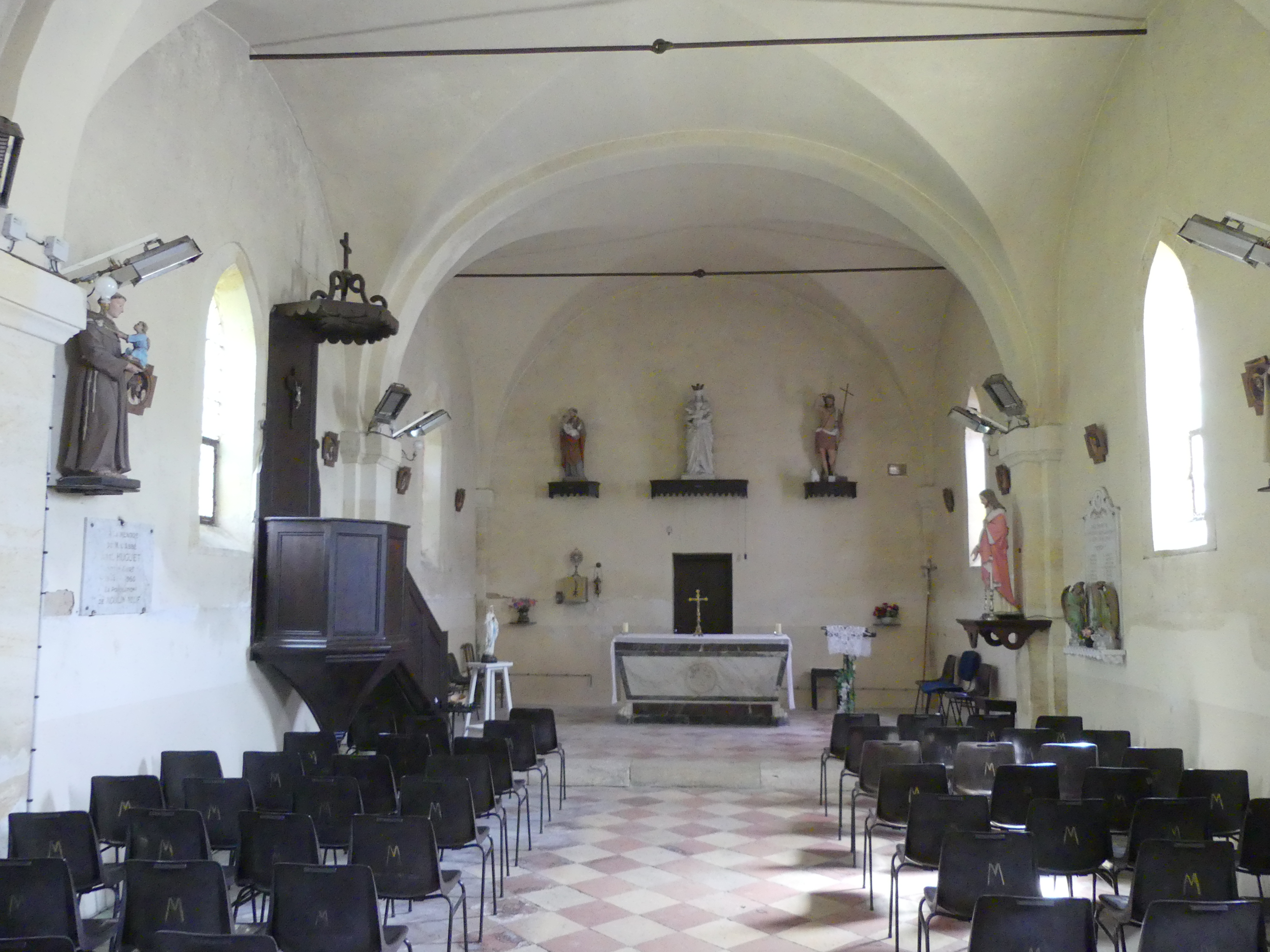
La nef.
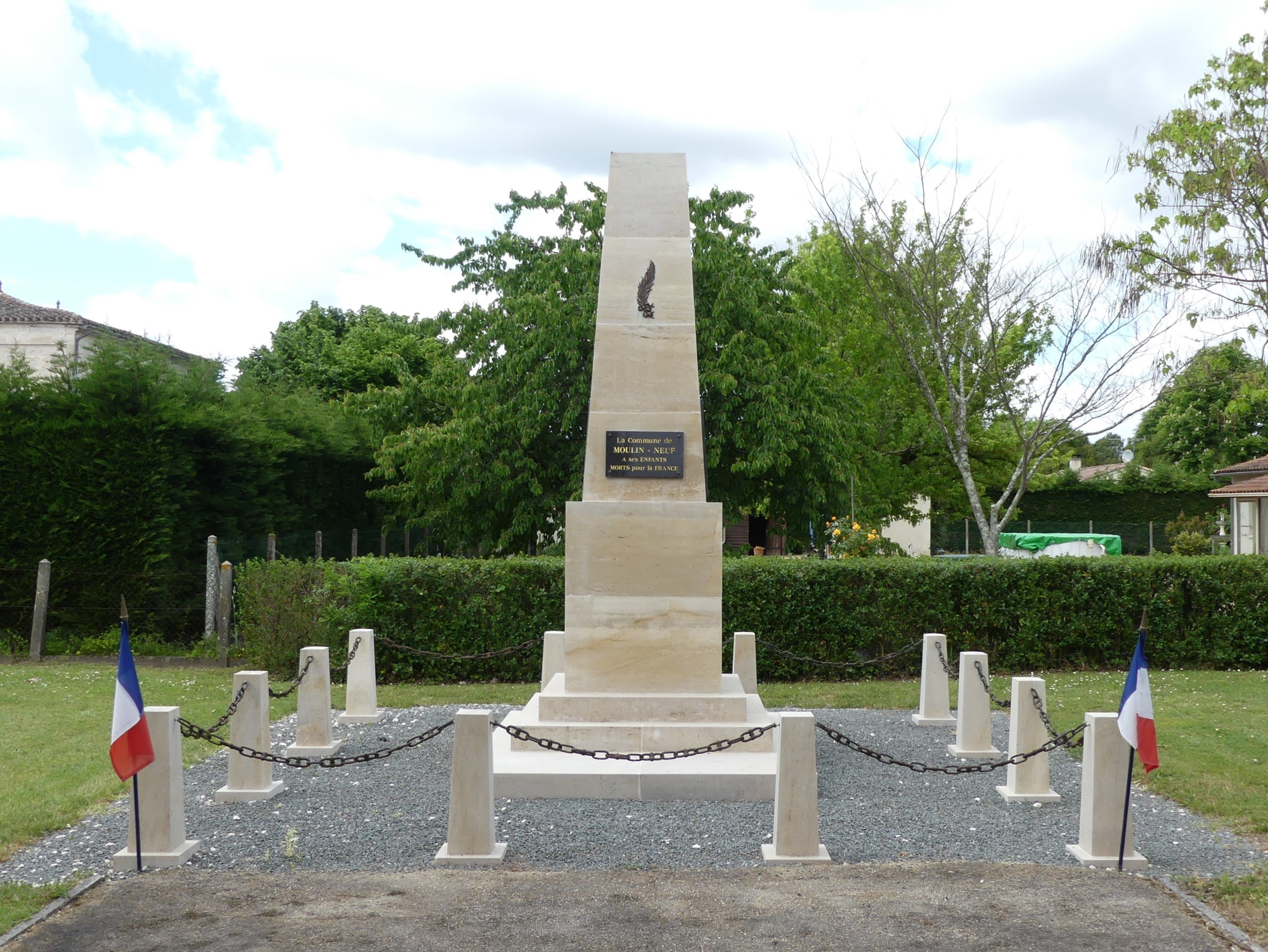
Le monument aux morts.

### Patrimoine naturel

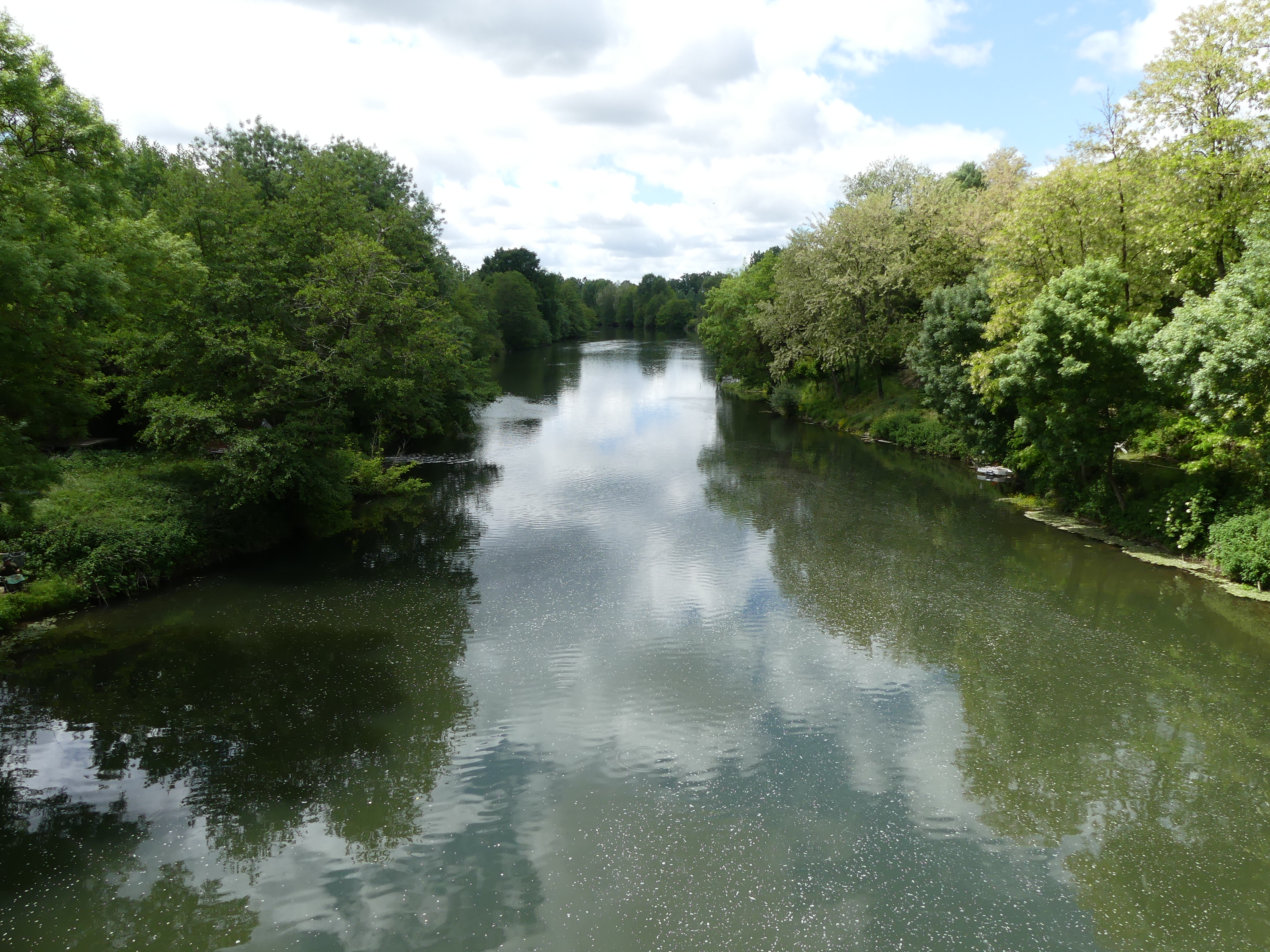
L'Isle en limites de Moulin-Neuf et Saint-Antoine-sur-l'Isle.

Bordée par l'Isle, la commune présente un intérêt pour la faune et la flore locales. Deux zones de protection y sont donc délimitées.
Un site du réseau Natura 2000 concerne le territoire communal : depuis Périgueux jusqu'à sa confluence avec la Dordogne, l'Isle et sa vallée, ensemble de prairies et de cultures, sont considérés comme site très important pour le vison d'Europe ainsi que pour une libellule : le gomphe de Graslin (Gomphus gaslinii). Outre la cistude d'Europe et l'écrevisse à pattes blanches, on y trouve également des aires de reproduction de six espèces de poissons dont des lamproies et des aloses,.
Une zone naturelle d'intérêt écologique, faunistique et floristique (ZNIEFF) de type II concerne également la zone inondable de l'Isle, pour sa flore, et notamment deux espèces : le colchique d'automne (Colchicum autumnale) et la jacinthe des bois (Hyacinthoides non-scripta).

### Personnalités liées à la commune
- Bernard Eymery (1862-1928), sénateur de la IIIe République de 1920 à 1928, est décédé à Moulin-Neuf[82].
- Gaston Reyraud (1887-1941), militant syndicaliste, fondateur du parti communiste de la Dordogne, candidat aux législatives en 1936 à Ribérac. Fusillé au camp de Souge près de Bordeaux par l'armée allemande le 24 octobre 1941[83]. Son épouse Renée Reyraud, née Renée Barthe (1904-1993) fut déportée à Mauthausen. Elle fut députée de la Gironde de 1946 à 1951 et de 1956 à 1958[83].

### Héraldique
Pour un article plus général, voir Armorial des communes de la Dordogne.
| Blason de Moulin-Neuf | Blason  | De sinople à la fasce ondée d’argent accompagnée de quatre fers de moulin d’or, deux en chef et deux en pointe. |
| Blason de Moulin-Neuf | Détails | Moulin-Neuf : Armes parlantes. (fers de moulin) Le statut officiel du blason reste à déterminer.                |

## Pour approfondir